# Club Italia 2018-2019 (pallavolo femminile)
Questa voce raccoglie le informazioni riguardanti il Club Italia nelle competizioni ufficiali della stagione 2018-2019.

## Stagione
Nella stagione 2018-19 il Club Italia partecipa per la prima volta alla Serie A1, per volere della FIPAV, non concorrendo ai fini della classifica finale; chiude la regular season di campionato al tredicesimo e ultimo posto in classifica

## Organigramma societario
Area direttiva
- Presidente: Pietro Bruno Cattaneo

Area tecnica
- Allenatore: Massimo Bellano
- Allenatore in seconda: Michele Fanni
- Assistente allenatore: Luca Pieragnoli, Massimo Tettamanti
- Scout man: Alessandro Parise

## Rosa
| N° | Nome                | Ruolo | Data di nascita   | Nazionalità sportiva |
| -- | ------------------- | ----- | ----------------- | -------------------- |
| 1  | Terry Enweonwu      | S     | 12 maggio 2000    | Italia               |
| 2  | Valeria Battista    | S     | 23 gennaio 2001   | Italia               |
| 3  | Adhuoljok Malual    | O     | 14 novembre 2000  | Italia               |
| 4  | Rachele Morello     | P     | 7 novembre 2000   | Italia               |
| 5  | Marina Lubian       | C     | 11 aprile 2000    | Italia               |
| 6  | Maria Teresa Bassi  | S     | 28 settembre 2002 | Italia               |
| 7  | Elena Pietrini      | S     | 17 marzo 2000     | Italia               |
| 8  | Fatim Kone          | C     | 25 ottobre 2000   | Italia               |
| 9  | Loveth Omoruyi      | S     | 25 agosto 2002    | Italia               |
| 10 | Chiara De Bortoli   | L     | 28 luglio 1997    | Italia               |
| 11 | Veronica Costantini | C     | 23 marzo 2003     | Italia               |
| 12 | Alessia Populini    | S     | 15 settembre 2000 | Italia               |
| 13 | Sarah Fahr          | C     | 12 settembre 2001 | Italia               |
| 14 | Sara Panetoni       | L     | 6 maggio 2000     | Italia               |
| 15 | Sylvia Nwakalor     | O     | 12 agosto 1999    | Italia               |
| 16 | Francesca Scola     | P     | 15 settembre 2001 | Italia               |
| 17 | Linda Nwakalor      | S     | 17 settembre 2002 | Italia               |
| 18 | Alice Trampus       | S     | 22 aprile 2004    | Italia               |

## Mercato
| Acquisti | Acquisti            | Acquisti        | Acquisti   |
| R.       | Nome                | da              | Modalità   |
| -------- | ------------------- | --------------- | ---------- |
| S        | Maria Teresa Bassi  | Flero           | definitivo |
| S        | Valeria Battista    | Bergamo         | definitivo |
| C        | Veronica Costantini | -               | definitivo |
| C        | Fatim Kone          | Lilliput        | definitivo |
| C        | Linda Nwakalor      | Volleyrò        | definitivo |
| L        | Sara Panetoni       | Olimpia Teodora | definitivo |
| S        | Alessia Populini    | AGIL            | definitivo |
| P        | Francesca Scola     | Volleyrò        | definitivo |
| S        | Alice Trampus       | OMA             | definitivo |

| Cessioni | Cessioni         | Cessioni             | Cessioni   |
| R.       | Nome             | a                    | Modalità   |
| -------- | ---------------- | -------------------- | ---------- |
| S        | Katarina Bulović | UYBA                 | definitivo |
| O        | Sara Cortella    | Pool Piave           | definitivo |
| C        | Tatjana Fučka    | Marsala              | definitivo |
| S        | Linda Mangani    | Soverato             | definitivo |
| S        | Elisa Tonello    | Chieri '76           | definitivo |
| P        | Alice Turco      | Libertas Martignacco | definitivo |

## Risultati

### Serie A1

#### Girone di andata
| 1ª giornata - 28 ottobre 2018 Palazzetto dello Sport, Monza      | Pro Victoria    | 3 - 0 | Club Italia       | 25-21, 25-15, 25-18               |
| 2ª giornata - 1º novembre 2018 Centro Pavesi, Milano             | Club Italia     | 1 - 3 | Filottrano        | 18-25, 13-25, 26-24, 17-25        |
| 3ª giornata - 4 novembre 2018 Centro Pavesi, Milano              | Club Italia     | 1 - 3 | Millenium Brescia | 16-25, 25-23, 18-25, 10-25        |
| 4ª giornata - 11 novembre 2018 Palazzetto dello Sport, Scandicci | Savino Del Bene | 3 - 0 | Club Italia       | 25-19, 25-12, 25-21               |
| 5ª giornata - 14 novembre 2018 PalaTerdoppio, Novara             | AGIL            | 3 - 2 | Club Italia       | 21-25, 22-25, 25-19, 25-10, 15-6  |
| 7ª giornata - 25 novembre 2018 Centro Pavesi, Milano             | Club Italia     | 1 - 3 | UYBA              | 17-25, 26-24, 19-25, 20-25        |
| 8ª giornata - 2 dicembre 2018 PalaVerde, Villorba                | Imoco           | 3 - 1 | Club Italia       | 23-25, 25-21, 25-15, 25-21        |
| 9ª giornata - 9 dicembre 2018 Centro Pavesi, Milano              | Club Italia     | 0 - 3 | San Casciano      | 21-25, 19-25, 24-26               |
| 10ª giornata - 15 dicembre 2018 Palazzetto dello sport, Bergamo  | Bergamo         | 3 - 0 | Club Italia       | 25-17, 25-17, 28-26               |
| 11ª giornata - 23 dicembre 2018 Centro Pavesi, Milano            | Club Italia     | 1 - 3 | Casalmaggiore     | 25-27, 17-25, 26-24, 23-25        |
| 12ª giornata - 26 dicembre 2018 PalaMaddalene, Chieri            | Chieri '76      | 3 - 2 | Club Italia       | 19-25, 25-19, 23-25, 25-22, 19-17 |
| 13ª giornata - 29 dicembre 2018 Centro Pavesi, Milano            | Club Italia     | 0 - 3 | Cuneo Granda      | 18-25, 21-25, 17-25               |

#### Girone di ritorno
| 1ª giornata - 6 gennaio 2019 Palazzetto dello Sport, Monza      | Club Italia       | 0 - 3 | Pro Victoria    | 23-25, 22-25, 19-25               |
| 2ª giornata - 9 gennaio 2019 Centro Pavesi, Milano              | Filottrano        | 3 - 0 | Club Italia     | 25-23, 25-20, 25-21               |
| 3ª giornata - 13 gennaio 2019 Centro Pavesi, Milano             | Millenium Brescia | 3 - 0 | Club Italia     | 25-16, 25-15, 25-13               |
| 4ª giornata - 27 gennaio 2019 Palazzetto dello Sport, Scandicci | Club Italia       | 0 - 3 | Savino Del Bene | 15-25, 15-25, 20-25               |
| 5ª giornata - 30 gennaio 2019 PalaTerdoppio, Novara             | Club Italia       | 1 - 3 | AGIL            | 13-25, 26-24, 15-25, 21-25        |
| 7ª giornata - 17 febbraio 2019 Centro Pavesi, Milano            | UYBA              | 3 - 0 | Club Italia     | 25-20, 25-14, 25-14               |
| 8ª giornata - 24 febbraio 2019 PalaVerde, Villorba              | Club Italia       | 1 - 3 | Imoco           | 33-31, 15-25, 17-25, 27-29        |
| 9ª giornata - 5 marzo 2019 Centro Pavesi, Milano                | San Casciano      | 3 - 0 | Club Italia     | 25-14, 25-21, 25-17               |
| 10ª giornata - 10 marzo 2019 Palazzetto dello sport, Bergamo    | Club Italia       | 0 - 3 | Bergamo         | 23-25, 17-25, 4-25                |
| 11ª giornata - 17 marzo 2019 Centro Pavesi, Milano              | Casalmaggiore     | 3 - 2 | Club Italia     | 25-18, 19-25, 25-18, 20-25, 15-9  |
| 12ª giornata - 24 marzo 2019 PalaMaddalene, Chieri              | Club Italia       | 3 - 1 | Chieri '76      | 25-17, 25-22, 19-25, 25-23        |
| 13ª giornata - 30 marzo 2019 Centro Pavesi, Milano              | Cuneo Granda      | 3 - 2 | Club Italia     | 20-25, 23-25, 25-13, 25-22, 16-14 |

## Statistiche

### Statistiche di squadra
| Competizione | Punti | In casa | In casa | In casa | In trasferta | In trasferta | In trasferta | Totale | Totale | Totale |
| Competizione | Punti | G       | V       | P       | G            | V            | P            | G      | V      | P      |
| ------------ | ----- | ------- | ------- | ------- | ------------ | ------------ | ------------ | ------ | ------ | ------ |
| Serie A1     | 7     | 12      | 1       | 11      | 12           | 0            | 12           | 24     | 1      | 23     |
| Totale       | -     | 12      | 1       | 11      | 12           | 0            | 12           | 24     | 1      | 23     |

G = partite giocate; V = partite vinte; P = partite perse

### Statistiche dei giocatori
| Giocatore     | Serie A1 | Serie A1 | Serie A1 | Serie A1 | Serie A1 | Totale | Totale | Totale | Totale | Totale |
| Giocatore     | P        | PT       | AV       | MV       | BV       | P      | PT     | AV     | MV     | BV     |
| ------------- | -------- | -------- | -------- | -------- | -------- | ------ | ------ | ------ | ------ | ------ |
| M. Bassi      | 3        | 0        | 0        | 0        | 0        | 3      | 0      | 0      | 0      | 0      |
| V. Battista   | 18       | 25       | 20       | 3        | 2        | 18     | 25     | 20     | 3      | 2      |
| V. Costantini | -        | -        | -        | -        | -        | -      | -      | -      | -      | -      |
| C. De Bortoli | 24       | 0        | 0        | 0        | 0        | 24     | 0      | 0      | 0      | 0      |
| T. Enweonwu   | 7        | 74       | 65       | 3        | 6        | 7      | 74     | 65     | 3      | 6      |
| S. Fahr       | 21       | 170      | 105      | 37       | 28       | 21     | 170    | 105    | 37     | 28     |
| F. Kone       | 12       | 27       | 17       | 8        | 2        | 12     | 27     | 17     | 8      | 2      |
| M. Lubian     | 20       | 159      | 120      | 23       | 16       | 20     | 159    | 120    | 23     | 16     |
| A. Malual     | 21       | 30       | 25       | 4        | 1        | 21     | 30     | 25     | 4      | 1      |
| R. Morello    | 23       | 20       | 7        | 8        | 5        | 23     | 20     | 7      | 8      | 5      |
| L. Nwakalor   | 4        | 6        | 5        | 1        | 0        | 4      | 6      | 5      | 1      | 0      |
| S. Nwakalor   | 24       | 276      | 257      | 14       | 5        | 24     | 276    | 257    | 14     | 5      |
| L. Omoruyi    | 22       | 153      | 134      | 19       | 0        | 22     | 153    | 134    | 19     | 0      |
| S. Panetoni   | 12       | 0        | 0        | 0        | 0        | 12     | 0      | 0      | 0      | 0      |
| E. Pietrini   | 16       | 126      | 113      | 8        | 5        | 16     | 126    | 113    | 8      | 5      |
| A. Populini   | 23       | 132      | 108      | 6        | 18       | 23     | 132    | 108    | 6      | 18     |
| F. Scola      | 24       | 7        | 4        | 2        | 1        | 24     | 7      | 4      | 2      | 1      |
| A. Trampus    | -        | -        | -        | -        | -        | -      | -      | -      | -      | -      |

P = presenze; PT = punti totali; AV = attacchi vincenti; MV = muri vincenti; BV = battute vincenti